# الورشة - أحمد أمين

## التعريف بالبرنامج
الورشة هو برنامج حواري كوميدي يُبث على منصة الجزيرة ٣٦٠ ، ويقدمه الممثل الكوميدي المصري أحمد أمين.
يستضيف البرنامج في كل حلقة مجموعة من الكوميديين والكتاب والممثلين لمناقشة موضوع معين يتعلق بالكوميديا، بهدف تسليط الضوء على الكوميديا العربية، ومناقشة التحديات التي تواجه الكوميديين العرب، وتحليل أثر الكوميديا على المجتمع.

## فريق العمل:
- مقدم البرنامج: أحمد أمين
- إخراج: أنس شافعي
- كتابة: محمد العدوي و أحمد أمين

ضيوف البرنامج:
- ضيوف ثابتون:
  - شريف عبد الفتاح (مصر)
  - عبد الرحمن جاويش (مصر)
  - وليد المغازي (مصر)
  - يارا فهمي (مصر)
  - نوران والي (مصر)
  - محمد يسري (مصر)

## مواضيع الحلقات
تناولت حلقات البرنامج مواضيع متنوعة، مثل:
- هل يمكن إضحاك العرب على شيء مشترك؟[2] (16 سبتمبر 2024) - تدور الحلقة حول إمكانية وجود حس فكاهي مشترك بين العرب، وكيف يمكن للكوميديا أن تجمعهم رغم اختلاف ثقافاتهم وخلفياتهم.
- نجوم كوميديا يناقشون في "الورشة": لماذا الكوميديا؟[3] (26 سبتمبر 2024) - يناقش الكوميديون في هذه الحلقة دوافعهم لاختيار الكوميديا كمهنة، والتحديات التي واجهوها في مسيرتهم الفنية.
- كيف تحول النكت إلى سيناريو؟[4] (3 أكتوبر 2024) - تستكشف الحلقة عملية تحويل النكت إلى سيناريوهات كوميدية، وكيف تُبنى الشخصيات والمواقف الكوميدية.
- "ليست مجرد خفة دم".. الورشة يتناول المؤثرات الأخرى في العمل الكوميدي[5] (17 أكتوبر 2024) - تناقش الحلقة العناصر الأخرى التي تساهم في نجاح العمل الكوميدي، مثل التوقيت، ولغة الجسد، وبناء الشخصية.
- لماذا ينجح الممثلون في إضحاك الناس؟[6] (24 أكتوبر 2024) - تبحث الحلقة في العلاقة بين التمثيل والكوميديا، وكيف يستخدم الممثلون مهاراتهم لإضحاك الجمهور.
- الورشة يتناول كوميديا البارودي التي تجتاح العالم العربي[7] (31 أكتوبر 2024) - تركز الحلقة على ظاهرة كوميديا البارودي في العالم العربي، وتأثيرها على المجتمع.

## الأعمال الكوميدية
في نهاية كل حلقة، يتم عرض عمل كوميدي قصير مثل اسكتش تمثيلي أو أغنية ساخرة أو عرض ستاند أب كوميدي، غالبًا ما يكون مرتبطًا بموضوع الحلقة.

## الاستقبال
تباينت ردود الفعل حول برنامج "الورشة". فبينما أشاد البعض بأسلوبه الجاد في تناول الكوميديا ومناقشة مواضيع عميقة بأسلوب هادف، انتقد آخرون البرنامج لعدم كونه مضحكًا بما فيه الكفاية.
من الجوانب الإيجابية التي أشاد بها النقاد هي تنوع ضيوف البرنامج من مختلف الجنسيات والخلفيات، بالإضافة إلى جودة الإنتاج من حيث الإخراج والتصوير. كما اعتبر البعض أن البرنامج ساهم في زيادة الوعي بأهمية الكوميديا ودورها في المجتمع.
أما الانتقادات التي وُجهت للبرنامج، فتمثلت في أن بعض الحلقات كانت تفتقر إلى الكوميديا وتركز بشكل أكبر على الجوانب النظرية والفلسفية. كما انتقد البعض اختيار بعض الضيوف الذين لم يقدموا إضافة حقيقية للنقاش.